# Amanieu de la Broqueira
Amanieu de la Broqueira, també Nameus o Amaneus, (fl. 1160-1210) fou un trobador occità originari d'Era Broquèra, a l'antic comtat de Comenge.
Amanieu de la Broqueira apareix entre els testimonis d'una donació feta el 1188 pel comte Bernart IV d'Armagnac, a favor de la catedral de Santa Maria d'Aush.

Se li atribueixen dues cansos sense marcacions musicals conservades al Manuscrit E (BN f.f. 1749)ː Mentre que'l talans mi cocha (21.1) i Quan reverdejon li conderc (21.2). A la cançó Quan reverdejon li conderc cita un joglar amb el nom d'En Porta-joya d'Engolmes, probablement identificable amb Porta Joia l'Escaciers esmentat als sirventès de Raimon de Durfort Ben es malastrucx dolens (397,1a). Aquest nom del joglar que cita Amanieu de la Broqueira, Porta Joya, era tanmateix comú a la Occitània medieval.

Quan reverdejon li conderc
Quan reverdejon li conderc,
e la lauzeta puei' a mont,
e li auzelet dui e dui
en lur lati, segon que s'es,
fan retendir la calmeilla
pe'l fin joi qu'ins en lor s'es mes.

Per ma enemigua m'esperc
per so quar tostem sim defui;
aisi ja l'en penra merces,
qu'ieu no sai com si s conseilla,
quar de leis no ve negus bes.

[...]

Mentre que'l talans mi cocha
Mentre que'l talans mi cocha,
ei' amors, si amors,
cantarai tot a estros
de vos car mi faitz amar
celeis que nom vol jauzir
ni de sos hueils esguarar:
per qu'ieu m'azir,
aisso m destrui;
Mas lo joi de leis, quar l'am, me desdui.

[...]